# Адольфо Менготті
Адольфо Менготті Арнаїс (нім. Adolfo Mengotti Arnaiz, 12 листопада 1901, Вальядолід — 1 січня 1984) — швейцарський футболіст, що грав на позиції півзахисника. Відомий за виступами за клуб «Реал Мадрид», а також збірну Швейцарії, у складі якої став срібним призером Олімпійських ігор 1924 року.

## Клубна кар'єра
Адольфо Менготті народився в іспанському місті Вальядолід у 1901 році. Його мати походила з Бургоса, а батько Альфредо Менготті працював представником компанії Nestlé, а пізніше був посланником Швейцарії в Іспанії. Студентські роки Адольфо проводив з двома братами Артуро та Франциско в Женеві за грою у футбол. Артуро був воротарем, а Франсіско — нападником. У дорослому футбол Адольфо Менготті дебютував 1919 року виступами за команду «Реал Мадрид». Після успішного виступу на Олімпійських іграх 1924 року, де Менготті став срібним призером, «Реал» запропонував йому професійний контракт, проте він відмовився, оскільки вважав футбол скоріше хобі, а не професією, і в подальшому присвятив себе своїй основній професії.

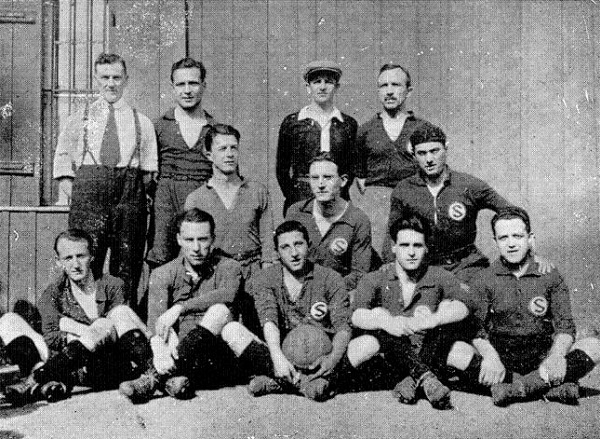
Чемпіонська команда «Серветта» 1922 року. Менготті посередині в нижньому ряду

Перебуваючи у Женеві, Менготті грав за клуб «Серветт». Зокрема, є згадки про його виступи за команду в сезонах 1921-22 і 1924-25 років. В обох сезонах клуб здобував перемогу в чемпіонаті Швейцарії.
Помер Адольфо Менготті у 1984 році на 83-му році життя.

## Виступи за збірну
У 1924 році Адольфо Менготті дебютував в офіційних матчах у складі національної збірної Швейцарії. У складі збірної був учасником футбольного турніру на Олімпійських іграх 1924 року у Парижі, де разом з командою здобув «срібло». Адольфо грав в одному матчі турніру — в переграванні 1/8 фіналу проти Чехословаччини, що приніс швейцарцям неочікувану перемогу з рахунком 1:0. Надалі в національній команді не грав, тому цей матч залишився єдиним у його кар'єрі в збірній.

## Особисте життя
У Адольфо Менготті було 8 братів і сестер (Альфредо, Енріке, Пако, Артуро, Матільда, Тереза, Карлос і Леонор).

## Титули і досягнення
- Срібний олімпійський призер: 1924